# Julia Otrembowa
Julia Otrembowa (także Otrębowa, z domu Maj lub May, działała od 1870, zm. 1 października 1921 we Lwowie) – polska aktorka teatralna, dyrektorka teatrów prowincjonalnych, organizatorka ruchu teatralnego oraz tłumaczka.

## Kariera aktorska
Debiutowała w 1870 r. w Krakowie w roli Cecylii (Panna mężatka). Z teatrem krakowskim związana była stale przez kolejne pięć lat. Następnie występowała w zespołach teatrów prowincjonalnych, m.in.: Karola Doroszyńskiego (1877–1878), Anastazego Trapszy (1878–1879), Józefa Puchniewskiego (1879–1880), Juliana Grabińskiego i Stefana Krzyszkowskiego (1879/1880), Artura Zawadzkiego i Mariana Winklera (sez. 1886/1887), Józefa Teksla (1888), Kazimierza i Stanisława Sarnowskich (1889), a także w warszawskich teatrach ogródkowych: "Belle Vue" i "Alhambra". Nie została zaangażowana do zespołu Warszawskich Teatrów Rządowych mimo udanego debiutu w operze Adriana Lecouvreur (1879). W latach 1885–1886 występowała w Poznaniu. W latach 1891–1894 oraz 1900–1912 występowała w teatrze lwowskim, a w latach 1897–1900 – w krakowskim. Wystąpiła m.in. w rolach: Komornikowej (Żydzi), Marianny (Skąpiec), Heleny (Sen nocy letniej), Pauliny (Małżeństwo Olimpii), Cyprianny (Rozwiedźmy się), Jadwigi (Emancypowane), Zuzanny (Ćwiartka papieru), Księżnej Lidii (Sprawa Clemeneau), Kasztelanowej (Mazepa), Hrabiny Respektowej (Fantazy), Eulalii (Marcowy kawaler) i Emilii (Otello).

## Zarządzanie zespołami teatralnymi
Latem 1883 r. wspólnie z Mieczysławem Skirmuntem zorganizowała zespół teatralny, który występował w Rypinie, Płocku, Płońsku i Pułtusku. Być może przez krótki okres samodzielnie sprawowała dyrekcję warszawskiego teatru ogródkowego "Belle Vue". W kolejnych miesiącach prowadziła samodzielnie zespół występujący na prowincji.

## Działalność przekładowa
Julia Otrembowa była autorką przekładów literackich z języka francuskiego: 
- Antonina Rigaud Raymond Deslandes(inne języki),
- Antonina Sabrier (Romain Coolus)
- Figurantka (François de Curel)
- Gringoire (Theodore de Banville)

- Hedda Gabler (Heinrik Ibsen)
- Joanna Doré (Tristan Bernard)
- Labirynt (Paul Hervieu)
- Musotta (Guy de Maupassant i Jacques Normand)
- Najstarsza (Jules Lemaître)
- Ojciec i syn (Gustaw Esmann)
- Pan dyrektor (Alexandre Bisson)
- Przeszkoda (Alfons Daudet)
- Szczęście w zakątku (Herman Sudermann)

## Życie prywatne
W 1876 r. poślubiła księgarza, Adolfa Otrembę.